# Francesco Benci
Francesco Benci (21 de octubre de 1542-6 de mayo de 1594) fue un humanista y escritor italiano. 

## Biografía
Francesco Benci estudió en Roma con el célebre humanista Marc-Antoine Muret e ingresó en la Compañía de Jesús el 11 de mayo de 1579. Al entrar en la Compañía de Jesús, cambió su nombre de Plauto por el de Francesco. Como misionero jesuita estuvo en la India, donde aprendió sánscrito y a él se debe la primera traducción del Bhagavad-gītā del sánscrito al latín. Enseñó elocuencia en Siena, Perugia y Roma. Aparece en los Anales de profesores del Collegio Romano en los años 1583 y 1584, donde escribió algunos dramas para la representación por los alumnos. Además pasa por ser introductor de un moderado ciceronianismo en la Ratio Studiorum de los jesuitas.